# At the Beeb
Az At the Beeb a Queen együttes 1989-es válogatáslemeze, amely egy 1973-as BBC Radio 1 rádióbeli fellépésüket rögzíti. Amerikában 1995-ben jelent meg Queen at the BBC címen. Angliában mindössze egyetlen hetet töltött az albumlistán, a 67. helyen.
Az album azokat a dalokat tartalmazza, amelyeket a BBC rádió Sound of the 70s című műsorához vettek fel két ülés alatt, az első négy dalt 1973. február 5-én, a többit december 3-án.
Az összes dal a Queen albumról származik, kivétel az „Ogre Battle”, ez a Queen II-ről. A dalok különböznek a stúdióverzióktól, hasonlítanak az élő előadásokhoz. Legfigyelemreméltóbb példája ennek az „Ogre Battle”, amely ezen a felvételen azonnal a karakteres gitárriffel kezdődik, elhagyva a stúdióverzió különös effektusait.

## Az album dalai
| 1. | My Fairy King       | Freddie Mercury  | 4:07 |
| 2. | Keep Yourself Alive | Brian May        | 3:48 |
| 3. | Doing All Right     | May/Tim Staffell | 4:10 |
| 4. | Liar                | Mercury          | 6:28 |

| 1. | Ogre Battle                | Mercury      | 3:57 |
| 2. | Great King Rat             | Mercury      | 5:56 |
| 3. | Modern Times Rock ’n’ Roll | Roger Taylor | 2:00 |
| 4. | Son and Daughter           | May          | 7:08 |

## A BBC felvételek
1974 februárja és 1977 októbere között az együttes hat  felvételi ülést ejtett meg a BBC rádióban. Ezek során 25 különböző dalt vettek fel (a Keep Yourself Alive, Liar, Modern Times Rock and Roll és Son and Daughter dalokat két alkalommal is), de ezek közül csak négy, az első és a harmadik ülés során felvett dal került fel a fel a lemezre, valamint az 1977-es We Will Rock You gyors verziója került fel egy promóciós kislemezre; a többi dal 2016-ig hivatalosan kiadatlan maradt, csak kalózkiadványokon jelent meg.
2016 novemberében a BBC számára készült összes felvételt újrakeverve, hivatalosan is kiadták a Queen On Air – The Complete BBC Radio Sessions albumon.

### Első felvétel
- Idő: 1973. február 1.
- Hely: Langham 1 stúdió, London
- Producer: Bernie Andrews
- Hangmérnök: John Etchells (az 1979-es Live Killers koncertalbumon is közreműködött)
- A felvett dalok a Queen at the Beeb album első oldalán jelentek meg.

### Második felvétel
- Idő: 1973. július 25.
- Hely: Langham 1 stúdió, London
- Producer: Jeff Griffin
- Kangmérnök: Chris Lycett és John Etchell
- Felvett dalok:
  - See What a Fool I’ve Been
  - Liar
  - Son and Daughter
  - Keep Yourself Alive

### Harmadik felvétel
- Idő: 1973. december 3.
- Hely: Langham 1 stúdió, London
- Producer: Bernie Andrews
- Hangmérnök: Mike Franks és Nick Griffiths
- A felvett dalok a Queen at the Beeb album második oldalán jelentek meg.

### Negyedik felvétel
- Idő: 1974. április 3.
- Hely: Langham 1 stúdió, London
- Producer: Jeff Griffin
- Felvett dalok:
  - Modern Times Rock ’n’ Roll
  - The March of the Black Queen
  - Nevermore
  - White Queen

### Ötödik felvétele
- Idő: 1974. október 16.
- Hely: Maida Vale stúdió, London
- 1974. november 4-én leadta a Radio 1
- Felvett dalok:
  - Now I’m Here
  - Stone Cold Crazy
  - Flick of the Wrist
  - Tenement Funster

### Hatodik felvétel
- Idő: 1977. október 28.
- Hely: Maida Vale stúdió, London
- Producer: Jeff Griffin
- Hangmérnök: Mike Robinson
- 1977. november 14-én leadta a Radio 1
- Felvett dalok:
  - We Will Rock You (lassú)
  - We Will Rock You (gyors)
  - It’s Late
  - My Melancholy Blues
  - Spread Your Wings